# Vladimir Markotić
Vladimir Markotić (16. jul 1920. - novembar 1994.) je bio hrvatski i američki antropolog, arheolog i kriptozoolog.

## Biografija
Vladimir Markotić je rođen u Banjaluci. Emigrirao je u Sjedinjene Američke Države 1947. godine. Magistrirao je antropologiju na Univerzitetu Indijana (1955) i doktorirao antropologiju na Univerzitetu Harvard (1963).  Bio je istraživač na Univerzitetu Indijana i asistent u nastavi na Institutu za istočnoevropske studije. Markotić je bio saradnik Muzeja arheologije i etnologije Pibodi na Univerzitetu Harvard i član Američkog antropološkog udruženja.
Godine 1962. Vladimir postaje docent za arheologiju na Državnom univerzitetu države Illinois, a od 1969. godine vanredni profesor arheologije na Univerzitetu u Kalgariju. Penzionisan je kao vanredni profesor 1986. godine. Bio je specijalista za arheologiju Starog sveta i zanimao se za etnologiju i lingvistiku koja se odnosi na Bosnu i Hrvatsku. Markotić je umro u Kalgari, u 74. godini života.

## Kriptozoologija
Markotić se interesovao za bigfut i bio je istraživač na polju kriptozoologije, koja je kritikovana kao pseudoznanost. Godine 1984.  dao je poglavlje knjizi „The Saskuatch and Other Unknovn Hominoids”, koju je takođe uređivao sa Groverom Krentzom. Knjiga se sastoji od 21 rada mnoštva autora. Mišel R. Denit je u delu „Skeptical Inkuirer” negativno kritikovao ovaj rad. Denit je prokomentarisao da su „The Saskuatch and Other Unknovn Hominoids loša nauka i, uzevši u celini, loše pisanje ... Dok neki stvarni dokazi ne izađu na videlo, nema razloga da bilo ko ozbiljno shvata promotore knjige, posebno ako ova knjiga predstavlja najbolji napor."
Antropolog Keti Rajks napisala je da knjiga nije pružila naučno strogu analizu fizičkih dokaza za nepoznate hominoide i da je „u celini prožeta tipografskim i gramatičkim greškama“. Zaključila je da je knjiga sa stanovišta nezadovoljavajuća fizičke antropologije, ali vredi je pročitati zbog pružanja uvida u ne-glavna tumačenja evolucije hominida.
Biolog Debra A. Oleksiak je prokomentarisala da osim nekoliko izuzetaka „ne postoji kritička procena izvora i tačnost podataka“ i primetila da mnogi radovi u knjizi „ne odražavaju razumevanje bioloških procesa ili evolucionog mišljenja".

## Izabrani radovi
- The Sasquatch and Other Unknown Hominoids (1984)
- The Vinča Culture (1984)

## Spoljašnje veze
- Vladimir Markotic (BillionGraves)